# Cecil Dennis
Pour les articles homonymes, voir Dennis.
Charles Cecil Dennis Jr, né le 21 février 1931 et mort le 22 avril 1980, était un homme politique libérien qui a été ministre des Affaires étrangères sous la présidence de William Tolbert, de 1973 au coup d'État de Samuel Doe le 12 avril 1980.
Charles Cecil Dennis, Jr, est né le 21 février 1931 dans le comté de Montserrado. Il a fréquenté le West African College au Libéria, avant de se rendre aux États-Unis, où il est entré à l'Université de Lincoln, en Pennsylvanie, où il a obtenu en 1954 un diplôme en sciences politiques. Il a ensuite terminé ses études à la faculté de droit de l’Université de Georgetown à Washington, DC. Il a ensuite été appelé à la politique au Libéria.
Dennis a été exécuté par des soldats le 22 avril 1980 à Barclay Beach, à Monrovia, avec 12 autres anciens hauts fonctionnaires du gouvernement, dix jours après le coup d'État sanglant dirigé par Samuel Doe.
Le 28 octobre 2013, l'Université Lincoln décerne à titre posthume à Dennis un diplôme honorifique, qui est accepté par sa veuve, Agnes Cooper Dennis.
La FPA a également indiqué que M. Samuel Doe, fils, de Samuel Doe, chef de l'État lors des exécutions et M. Cecil Dennis III, fils de feu Cecil Dennis, fils, à la suite de la réconciliation entre deux familles.[pas clair]